# Statira I
Statira (IV secolo a.C. – 331 a.C. circa) è stata una principessa persiana, regina dell'Impero persiano come moglie di Dario III di Persia della dinastia achemenide.

## Biografia

### Origini
Statira era figlia del principe persiano Arsame e della sua sorella-moglie Sisigambi. Sposò a sua volta suo fratello, Dario III di Persia, e fu la sua unica moglie storicamente nota. Era conosciuta nell'antichità come una delle donne più belle dell'Asia.

### Prigionia
Nella campagna militare di Dario III contro Alessandro Magno ella accompagnò il marito, secondo la tradizione, insieme alle loro figlie Statira II e Dripetide, il figlio piccolo Ocho e altre persiane di alto lignaggio. Dopo la vittoria di Alessandro nella battaglia di Isso ella, incinta, divenne prigioniera di Alessandro con tutta la sua famiglia, che tuttavia li  trattò con straordinario rispetto.

### Morte
Statira si preoccupò molto del marito. Dopo la visita di Alessandro in Egitto, ella morì di parto e ricevette su ordine del molto rattristato re macedone un sontuoso funerale secondo l'antica tradizione persiana. Quando Dario III seppe del decesso della moglie e del rispettoso trattamento ricevuto da Alessandro e della sontuosa sepoltura, suppose per prima cosa, che questo trattamento insolitamente generoso fosse la spiegazione di un rapporto amoroso della bella moglie con l'occupante macedone.
L'ambasciatore di Alessandro assicurò tuttavia, che non vi era stata alcuna intimità fra Statira e il re macedone, bensì che ciò era dovuto esclusivamente alla grandezza umana di Alessandro.

## Albero genealogico
|                                         |                                         | Artaserse II15º re, reggente di Persia  | Artaserse II15º re, reggente di Persia  | Artaserse II15º re, reggente di Persia  | Artaserse II15º re, reggente di Persia  | Artaserse II15º re, reggente di Persia | Artaserse II15º re, reggente di Persia |                       |                       | AmestrisPrincipessa   | AmestrisPrincipessa   | AmestrisPrincipessa   | AmestrisPrincipessa   | AmestrisPrincipessa | AmestrisPrincipessa |                      |                      | Ciro il GiovanePrincipe | Ciro il GiovanePrincipe | Ciro il GiovanePrincipe | Ciro il GiovanePrincipe | Ciro il GiovanePrincipe | Ciro il GiovanePrincipe |                  |                  | OssantrePrincipe | OssantrePrincipe | OssantrePrincipe | OssantrePrincipe | OssantrePrincipe | OssantrePrincipe |                        |                        | OstanePrincipe         | OstanePrincipe         | OstanePrincipe         | OstanePrincipe         | OstanePrincipe   | OstanePrincipe   |                                                          |                                                          |                                                          |                                                          |                                                          |                                                          |                |                |                                     |                                     |                                     |                                     |                                     |                                     |  |  |  |  |  |  |  |  |  |  |  |  |  |  |  |  |  |  |  |  |  |  |  |  |  |  |  |  |  |  |  |  |  |  |  |  |  |  |  |  |
|                                         |                                         | Artaserse II15º re, reggente di Persia  | Artaserse II15º re, reggente di Persia  | Artaserse II15º re, reggente di Persia  | Artaserse II15º re, reggente di Persia  | Artaserse II15º re, reggente di Persia | Artaserse II15º re, reggente di Persia |                       |                       | AmestrisPrincipessa   | AmestrisPrincipessa   | AmestrisPrincipessa   | AmestrisPrincipessa   | AmestrisPrincipessa | AmestrisPrincipessa |                      |                      | Ciro il GiovanePrincipe | Ciro il GiovanePrincipe | Ciro il GiovanePrincipe | Ciro il GiovanePrincipe | Ciro il GiovanePrincipe | Ciro il GiovanePrincipe |                  |                  | OssantrePrincipe | OssantrePrincipe | OssantrePrincipe | OssantrePrincipe | OssantrePrincipe | OssantrePrincipe |                        |                        | OstanePrincipe         | OstanePrincipe         | OstanePrincipe         | OstanePrincipe         | OstanePrincipe   | OstanePrincipe   |                                                          |                                                          |                                                          |                                                          |                                                          |                                                          |                |                |                                     |                                     |                                     |                                     |                                     |                                     |  |  |  |  |  |  |  |  |  |  |  |  |  |  |  |  |  |  |  |  |  |  |  |  |  |  |  |  |  |  |  |  |  |  |  |  |  |  |  |  |
|                                         |                                         |                                         |                                         |                                         |                                         |                                        |                                        |                       |                       |                       |                       |                       |                       |                     |                     |                      |                      |                         |                         |                         |                         |                         |                         |                  |                  |                  |                  |                  |                  |                  |                  |                        |                        |                        |                        |                        |                        |                  |                  |                                                          |                                                          |                                                          |                                                          |                                                          |                                                          |                |                |                                     |                                     |                                     |                                     |                                     |                                     |  |  |  |  |  |  |  |  |  |  |  |  |  |  |  |  |  |  |  |  |  |  |  |  |  |  |  |  |  |  |  |  |  |  |  |  |  |  |  |  |
|                                         |                                         |                                         |                                         |                                         |                                         |                                        |                                        |                       |                       |                       |                       |                       |                       |                     |                     |                      |                      |                         |                         |                         |                         |                         |                         |                  |                  |                  |                  |                  |                  |                  |                  |                        |                        |                        |                        |                        |                        |                  |                  |                                                          |                                                          |                                                          |                                                          |                                                          |                                                          |                |                |                                     |                                     |                                     |                                     |                                     |                                     |  |  |  |  |  |  |  |  |  |  |  |  |  |  |  |  |  |  |  |  |  |  |  |  |  |  |  |  |  |  |  |  |  |  |  |  |  |  |  |  |
|                                         |                                         |                                         |                                         |                                         |                                         |                                        |                                        |                       |                       |                       |                       |                       |                       |                     |                     |                      |                      |                         |                         |                         |                         |                         |                         |                  |                  |                  |                  |                  |                  |                  |                  |                        |                        |                        |                        |                        |                        |                  |                  |                                                          |                                                          |                                                          |                                                          |                                                          |                                                          |                |                |                                     |                                     |                                     |                                     |                                     |                                     |  |  |  |  |  |  |  |  |  |  |  |  |  |  |  |  |  |  |  |  |  |  |  |  |  |  |  |  |  |  |  |  |  |  |  |  |  |  |  |  |
| Artaserse III16º re, reggente di Persia | Artaserse III16º re, reggente di Persia | Artaserse III16º re, reggente di Persia | Artaserse III16º re, reggente di Persia | Artaserse III16º re, reggente di Persia | Artaserse III16º re, reggente di Persia |                                        |                                        | OchaPrincipe          | OchaPrincipe          | OchaPrincipe          | OchaPrincipe          | OchaPrincipe          | OchaPrincipe          |                     |                     | RodrogunePrincipessa | RodrogunePrincipessa | RodrogunePrincipessa    | RodrogunePrincipessa    | RodrogunePrincipessa    | RodrogunePrincipessa    |                         |                         | ApamaPrincipessa | ApamaPrincipessa | ApamaPrincipessa | ApamaPrincipessa | ApamaPrincipessa | ApamaPrincipessa |                  |                  | SisigambidePrincipessa | SisigambidePrincipessa | SisigambidePrincipessa | SisigambidePrincipessa | SisigambidePrincipessa | SisigambidePrincipessa |                  |                  |                                                          |                                                          | ArsamePrincipe                                           | ArsamePrincipe                                           | ArsamePrincipe                                           | ArsamePrincipe                                           | ArsamePrincipe | ArsamePrincipe |                                     |                                     |                                     |                                     |                                     |                                     |  |  |  |  |  |  |  |  |  |  |  |  |  |  |  |  |  |  |  |  |  |  |  |  |  |  |  |  |  |  |  |  |  |  |  |  |  |  |  |  |
| Artaserse III16º re, reggente di Persia | Artaserse III16º re, reggente di Persia | Artaserse III16º re, reggente di Persia | Artaserse III16º re, reggente di Persia | Artaserse III16º re, reggente di Persia | Artaserse III16º re, reggente di Persia |                                        |                                        | OchaPrincipe          | OchaPrincipe          | OchaPrincipe          | OchaPrincipe          | OchaPrincipe          | OchaPrincipe          |                     |                     | RodrogunePrincipessa | RodrogunePrincipessa | RodrogunePrincipessa    | RodrogunePrincipessa    | RodrogunePrincipessa    | RodrogunePrincipessa    |                         |                         | ApamaPrincipessa | ApamaPrincipessa | ApamaPrincipessa | ApamaPrincipessa | ApamaPrincipessa | ApamaPrincipessa |                  |                  | SisigambidePrincipessa | SisigambidePrincipessa | SisigambidePrincipessa | SisigambidePrincipessa | SisigambidePrincipessa | SisigambidePrincipessa |                  |                  |                                                          |                                                          | ArsamePrincipe                                           | ArsamePrincipe                                           | ArsamePrincipe                                           | ArsamePrincipe                                           | ArsamePrincipe | ArsamePrincipe |                                     |                                     |                                     |                                     |                                     |                                     |  |  |  |  |  |  |  |  |  |  |  |  |  |  |  |  |  |  |  |  |  |  |  |  |  |  |  |  |  |  |  |  |  |  |  |  |  |  |  |  |
|                                         |                                         |                                         |                                         |                                         |                                         |                                        |                                        |                       |                       |                       |                       |                       |                       |                     |                     |                      |                      |                         |                         |                         |                         |                         |                         |                  |                  |                  |                  |                  |                  |                  |                  |                        |                        |                        |                        |                        |                        |                  |                  |                                                          |                                                          |                                                          |                                                          |                                                          |                                                          |                |                |                                     |                                     |                                     |                                     |                                     |                                     |  |  |  |  |  |  |  |  |  |  |  |  |  |  |  |  |  |  |  |  |  |  |  |  |  |  |  |  |  |  |  |  |  |  |  |  |  |  |  |  |
| Arses17º re, reggente di Persia         | Arses17º re, reggente di Persia         | Arses17º re, reggente di Persia         | Arses17º re, reggente di Persia         | Arses17º re, reggente di Persia         | Arses17º re, reggente di Persia         |                                        |                                        | ParisatidePrincipessa | ParisatidePrincipessa | ParisatidePrincipessa | ParisatidePrincipessa | ParisatidePrincipessa | ParisatidePrincipessa |                     |                     |                      |                      |                         |                         |                         |                         |                         |                         |                  |                  |                  |                  |                  |                  |                  |                  |                        |                        |                        |                        |                        |                        | OssiatrePrincipe | OssiatrePrincipe | OssiatrePrincipe                                         | OssiatrePrincipe                                         | OssiatrePrincipe                                         | OssiatrePrincipe                                         |                                                          |                                                          |                |                | Dario III18º re, reggente di Persia | Dario III18º re, reggente di Persia | Dario III18º re, reggente di Persia | Dario III18º re, reggente di Persia | Dario III18º re, reggente di Persia | Dario III18º re, reggente di Persia |  |  |  |  |  |  |  |  |  |  |  |  |  |  |  |  |  |  |  |  |  |  |  |  |  |  |  |  |  |  |  |  |  |  |  |  |  |  |  |  |
| Arses17º re, reggente di Persia         | Arses17º re, reggente di Persia         | Arses17º re, reggente di Persia         | Arses17º re, reggente di Persia         | Arses17º re, reggente di Persia         | Arses17º re, reggente di Persia         |                                        |                                        | ParisatidePrincipessa | ParisatidePrincipessa | ParisatidePrincipessa | ParisatidePrincipessa | ParisatidePrincipessa | ParisatidePrincipessa |                     |                     |                      |                      |                         |                         |                         |                         |                         |                         |                  |                  |                  |                  |                  |                  |                  |                  |                        |                        |                        |                        |                        |                        | OssiatrePrincipe | OssiatrePrincipe | OssiatrePrincipe                                         | OssiatrePrincipe                                         | OssiatrePrincipe                                         | OssiatrePrincipe                                         |                                                          |                                                          |                |                | Dario III18º re, reggente di Persia | Dario III18º re, reggente di Persia | Dario III18º re, reggente di Persia | Dario III18º re, reggente di Persia | Dario III18º re, reggente di Persia | Dario III18º re, reggente di Persia |  |  |  |  |  |  |  |  |  |  |  |  |  |  |  |  |  |  |  |  |  |  |  |  |  |  |  |  |  |  |  |  |  |  |  |  |  |  |  |  |
|                                         |                                         |                                         |                                         |                                         |                                         |                                        |                                        |                       |                       |                       |                       |                       |                       |                     |                     |                      |                      |                         |                         |                         |                         |                         |                         |                  |                  |                  |                  |                  |                  |                  |                  |                        |                        |                        |                        |                        |                        |                  |                  | Alessandro Magno Re di Macedonia e reggente della Persia | Alessandro Magno Re di Macedonia e reggente della Persia | Alessandro Magno Re di Macedonia e reggente della Persia | Alessandro Magno Re di Macedonia e reggente della Persia | Alessandro Magno Re di Macedonia e reggente della Persia | Alessandro Magno Re di Macedonia e reggente della Persia |                |                | StatiraPrincipessa                  | StatiraPrincipessa                  | StatiraPrincipessa                  | StatiraPrincipessa                  | StatiraPrincipessa                  | StatiraPrincipessa                  |  |  |  |  |  |  |  |  |  |  |  |  |  |  |  |  |  |  |  |  |  |  |  |  |  |  |  |  |  |  |  |  |  |  |  |  |  |  |  |  |
|                                         |                                         |                                         |                                         |                                         |                                         |                                        |                                        |                       |                       |                       |                       |                       |                       |                     |                     |                      |                      |                         |                         |                         |                         |                         |                         |                  |                  |                  |                  |                  |                  |                  |                  |                        |                        |                        |                        |                        |                        |                  |                  | Alessandro Magno Re di Macedonia e reggente della Persia | Alessandro Magno Re di Macedonia e reggente della Persia | Alessandro Magno Re di Macedonia e reggente della Persia | Alessandro Magno Re di Macedonia e reggente della Persia | Alessandro Magno Re di Macedonia e reggente della Persia | Alessandro Magno Re di Macedonia e reggente della Persia |                |                | StatiraPrincipessa                  | StatiraPrincipessa                  | StatiraPrincipessa                  | StatiraPrincipessa                  | StatiraPrincipessa                  | StatiraPrincipessa                  |  |  |  |  |  |  |  |  |  |  |  |  |  |  |  |  |  |  |  |  |  |  |  |  |  |  |  |  |  |  |  |  |  |  |  |  |  |  |  |  |